# 姐姐好餓劇場版
《姐姐好餓劇場版》是根據愛奇藝的同名節目姐姐好餓改編而成的一部網路電影，由謝坤達、張亦馳、陳庭妮領銜主演。於2017年5月26日在愛奇藝播出。

## 劇情
講述以清朝為背景的御膳房太監，在學習成為主廚的道路上，瞭解愛與美食的故事。

## 演员表

### 主要角色
| 演員   | 角色        | 介紹 |
| 謝坤達 | 李進喜/李偉 | 太監 |
| 張亦馳 | 林謙        | 太監 |
| 陳庭妮 | 婉兒/潘婉瑩 | 宮女 |

### 其他角色
| 演員   | 角色     | 介紹     | 備註 |
| 陳漢典 | 小德張   | 太監總管 |      |
| 謝依霖 | 永寧公主 | 公主     |      |
| 徐熙娣 |          |          | 客串 |

## 拍攝
臺灣演員謝坤達為了在劇中呈現結實身材，刻意在開拍前一天跑到健身房鍛鍊4、5個小時。

## 外部連結
- 豆瓣电影上《姐姐好饿剧场版之御厨大作战》的資料 （简体中文）